# Pryzmat Nomarskiego

Schematyczna ilustracja pryzmatu Nomarskiego. Światło niespolaryzowane wchodzi po lewej stronie, a dwie polaryzacje (polaryzacja zwykła i nadzwyczajna) są rozdzielone. Sam pryzmat składa się z dwóch dwójłomnych kryształów, sklejonych ze sobą za pomocą kleju, takiego jak balsam kanadyjski.

Pryzmat Nomarskiego jest modyfikacją pryzmatu Wollastona stosowanego w mikroskopii kontrastu interferencyjno-różniczkowego. Nazwa pochodzi od nazwiska polskiego wynalazcy na uchodźstwie we Francji fizyka Jerzego Nomarskiego. Podobnie jak pryzmat Wollastona, pryzmat Nomarskiego składa się z dwóch dwójłomnych klinów krystalicznych (np. z kwarcu lub kalcytu) połączonych ze sobą w przeciwprostokątnej (np. balsamem kanadyjskim). Pierwszy klin pryzmatu jest zmodyfikowany względem pryzmatu Wollastona, tak że oś optyczna kryształu jest zorientowana ukośnie względem czołowej powierzchni pryzmatu (lecz równolegle do płaszczyzny ilustracji). Drugi z klinów jest identyczny ze zwykłym klinem Wollastona i ma oś optyczną skierowaną równolegle do powierzchni pryzmatu (prostopadle od płaszczyzny ilustracji). Modyfikacja Nomarskiego powoduje, że promienie świetlne, spolaryzowane równolegle (p) i prostapadle (s) do płaszczyzny ilustracji, rozdzielają się wchodząc do pryzmatu a docierają do ogniskowej poza pryzmatem, co pozwala na większą elastyczność, tak że przy ustawianiu mikroskopu pryzmat można właściwie zogniskować.